# Aksubaevo
Aksubaevo (in russo Аксубаево?; in tartaro: Аксубай, Aksubai; in lingua ciuvascia: Аксу) è un insediamento di tipo urbano che si trova nella Repubblica autonoma del Tatarstan, in Russia. È il centro amministrativo del distretto Aksubaevskij.
L'insediamento è situato 180 km a sud-est di Kazan'.